# Sietas Typ 10
Der Typ 10 ist ein Passagierschiffstyp der Sietas-Werft in Hamburg-Neuenfelde, von dem im Jahr 1959 mit der Orange Sun und der Orange Moon zwei Einheiten gebaut wurden. Es waren die ersten Fahrgastschiffe, die das Unternehmen nach dem Zweiten Weltkrieg fertigte, und die größten Passagierschiffe, die bis dahin auf der Werft entstanden sind.

## Geschichte

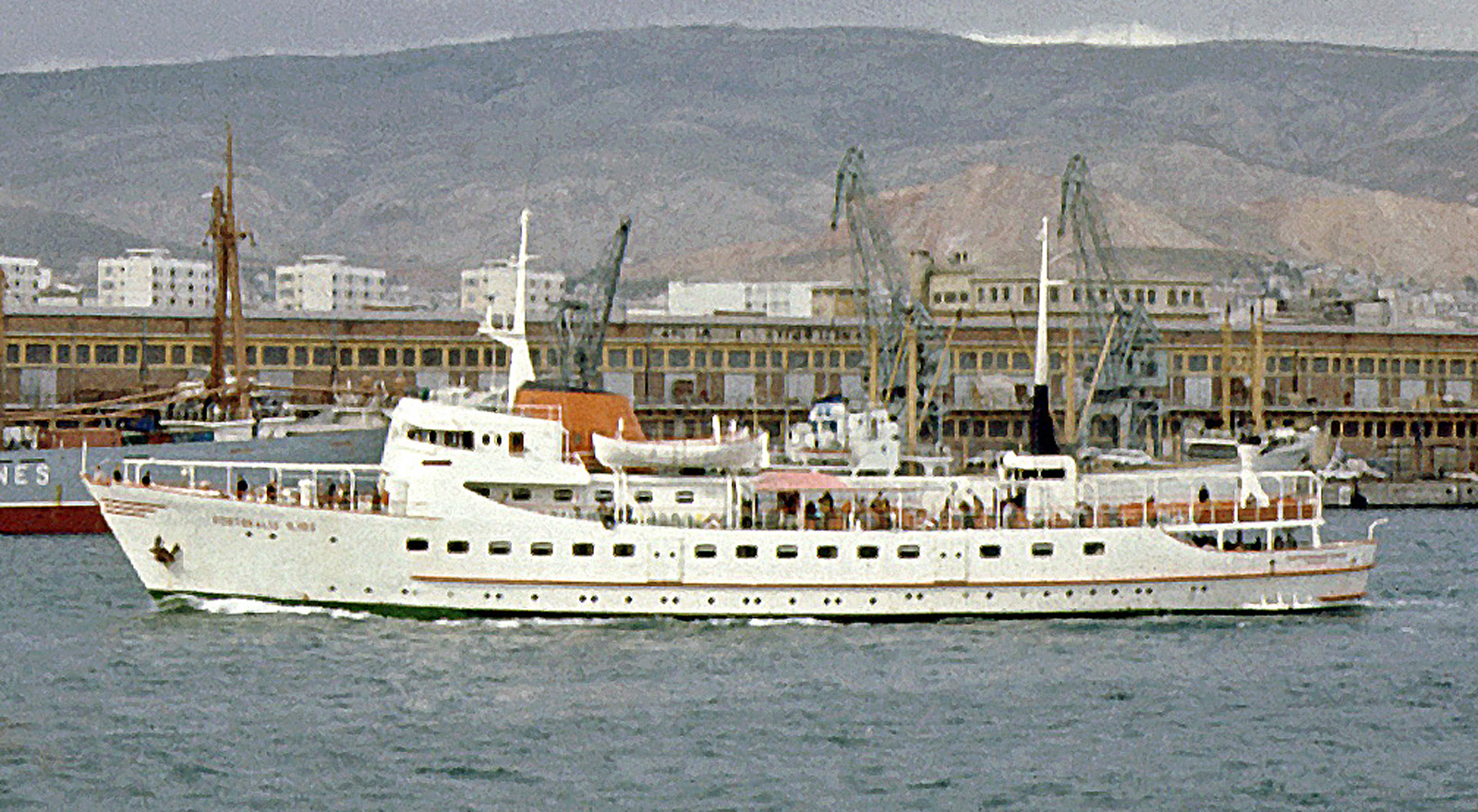
Die Portokalis Ilios (ehemals Orange Sun) im Jahr 1972

Die Sietas-Werft baute die beiden Typ-10-Schiffe auf eigene Rechnung, um sie für fünf Jahre an die dänische Orange-Linjen I/S zu verchartern, einem Tochterunternehmen der dänischen Reederei A. H. Basse. Eigner der Schiffe war die parallel dazu von der J. J. Sietas KG gegründete Neuenfelder Schiffahrts GmbH. Das Typschiff Orange Sun absolvierte am 3. Juni 1959 seine Probefahrt und wurde am selben Tag mit Heimathafen Hamburg von der Werft abgeliefert. Ab dem 5. Juni 1959 kam es für Orange-Linjen zwischen Kopenhagen und Malmö zum Einsatz. Das am 19. August 1959 abgelieferte Schwesterschiff Orange Moon nahm den Liniendienst auf dieser Route am 22. August 1959 auf. Im Sommer 1961 traten neue Zollvorschriften in Kraft, wodurch ein zollfreier Verkauf von Spirituosen an Bord nicht mehr möglich war. Orange-Linjen kündigte daraufhin den Chartervertrag für die Orange Moon zum 8. Juni 1961 vorzeitig auf. Am 24. September 1961 trennte sich Orange-Linjen auch von der Orange Sun und stellte daraufhin den Betrieb komplett ein.
Die Orange Sun überführte man 1962 nach Florida, wo sie von der am 8. Juli 1962 in Miami gegründeten Reederei Orange Sun Lines Inc. als schwimmendes Spielkasino zunächst auf Ausflugsfahrten eingesetzt wurde. Eigner des nun in Panama registrierten Schiffs und Inhaber der Reederei war der US-amerikanische Unternehmer Myron Berns, sein Geschäftspartner Guy Gully sowie dessen Ehefrau Mary Ann Gully besaßen ebenfalls Beteiligungen am Schiff. Ab Frühjahr 1963 fuhr die mit zahlreichen Spielautomaten ausgerüstete Orange Sun im Liniendienst zwischen Miami und Bimini (Bahamas). Die Reederei Orange Sun Lines beantragte am 27. August 1964 Gläubigerschutz nach dem US-Insolvenzrecht, woraufhin die Liniendienste im September 1964 kurzzeitig unterbrochen und die von Guy Gully geführte Guy Store Corporation zum Eigner der Orange Sun wurde.
Im Jahr 1967 kaufte die griechische Reederei Costas Spyrou Latsis Coast Lines of Greece das Schiff und benannte es in Portokalis Ilios um, was der Übersetzung des bisherigen Schiffsnamens ins Griechische entspricht. Die Portokalis Ilios wurde im selben Jahr nach Griechenland überführt, wo sie im Liniendienst von Piräus zu den Inseln Ägina, Poros und Hydra fuhr. Im Jahr 1972 wurde sie an die Reederei Aktoploikai Grammai Ellados veräußert, die sie weiterhin auf dieser Route nutzte. Durch einen Verkauf an die Reederei Mestos bekam das Schiff im Jahr 1980 den Namen Cavo Azuro. Im Jahr 1984 erfolgte ein Weiterverkauf an die Reederei Aegean Shipping & Tourist Enterprises, die es wieder in Portokalis Ilios umbenannte und im Liniendienst zwischen Heraklion und Santorini betrieb. Am 27. März 1997 übernahm die Reederei Idraiki Naftiki Eteria das Schiffs, das daraufhin den Namen Giorgis erhielt und erneut im Saronischen Golf zum Einsatz kam. Am 13. März 2008 lief die Giorgis rund drei Seemeilen nördlich der Insel Poros auf Grund und schlug leck. Alle 278 Passagiere und 35 Besatzungsmitglieder blieben unverletzt. Das Schiff wurde am 19. März 2008 zur Reparatur nach Kalamaria geschleppt, später aber aufgrund der Schadenshöhe zum Totalverlust erklärt. Nachdem die Giorgis vier Jahre in Kalamaria verblieben war, wurde sie dort im März 2012 verschrottet.

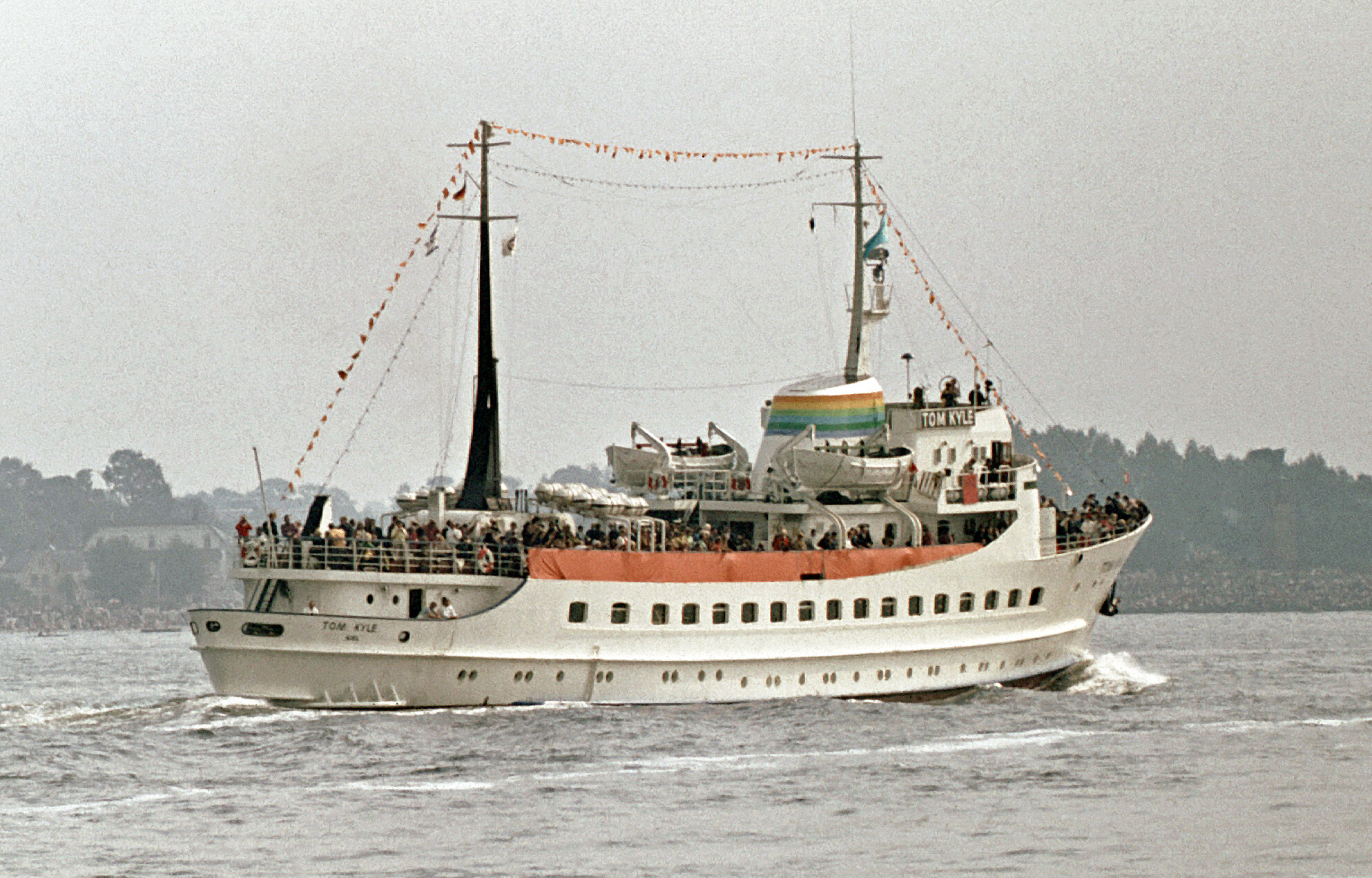
Die Tom Kyle (ehemals Orange Moon)

Das Schwesterschiff Orange Moon wurde am 11. Juni 1961 von der Neuenfelder Schiffahrts GmbH an die Kieler Verkehrs AG (KVAG) verkauft und in Tom Kyle umbenannt. Das Kieler Reisebüro Fahrenkrog charterte das Schiff ab dem 15. Juni 1961 von der KVAG und setzte es bis 1963 auf Butterfahrten von Kiel nach Bagenkop, Ærøskøbing, Nakskov, Faaborg, Svendborg und Sønderborg ein. Anschließend führte die KVAG mit der Tom Kyle Ausflugs- und Sonderfahrten ab Kiel durch. Das Schiff wurde im April 1970 durch ein Feuer an Bord beschädigt und am 16. Mai 1970 erneut in Fahrt gebracht. Die Reparaturkosten beliefen sich auf rund 600.000 DM. Am 1. Oktober 1976 wurde die Tom Kyle von der Reederei Warrings in Wittmund erworben, die sie in Harkelin umbenannte und mit ihr Butterfahrten von Emden, Wilhelmshaven und Eemshaven durchführte. Reederei Warrings vercharterte die Harkelin von März 1982 bis Anfang 1984 an die KG Seetouristik GmbH & Co. in Flensburg und danach vom 21. Mai 1984 bis zum 14. Mai 1985 an Reederei Böttcher in Neustadt, wobei letztere sie mit dem Namen Sealord auf Butterfahrten von Neustadt nach Dänemark einsetzte. Anschließend ging das Schiff zurück an Reederei Warrings und bekam den Namen Harkelin I. Ab Juli 1997 war die Harkelin I in Emden aufgelegt, bis man sie Anfang 2004 an die Abbruchwerft Smedegaarden in Esbjerg verkaufte, wo sie am 27. April 2004 eintraf. Statt des Abbruchs erfolgte im Mai 2004 ein Weiterverkauf an die Reederei First Heritage in Beirut, die das Schiff in Blue Dawn umbenannte und von 2004 bis 2005 zur Yacht umbauen ließ. Die Yacht konnte anschließend für exklusive Reisen im Mittelmeer gechartert werden. Von Mitte 2012 bis Herbst 2016 wurde die Blue Dawn im Beiruter Hafen als Eventschiff für Veranstaltungen mit bis zu 350 Gästen sowie für Tagesfahrten mit bis zu 100 Passagieren genutzt. Seit 2017 ist sie in Beirut aufgelegt und wird zum Verkauf angeboten.

## Technik
Der Typ 10 wurde als Fahrgastschiff für 600 Passagiere konzipiert und entstand in Sektionsbauweise. Die Schiffe haben eine Gesamtlänge von 61,80 m (54,00 m Lpp, 58,02 m registrierte Länge), eine Breite von 9,52 m und eine Seitenhöhe von 5,25 m. Der maximale Tiefgang beträgt 3,35 m. Bei Ablieferung wurde die Orange Sun mit 910 BRT (602 NRT) vermessen, die Orange Moon mit 917 BRT.
Werftseitig waren die Schiffe mit je zwei Achtzylinder-Viertakt-Dieselmotoren des Herstellers Motorenwerke Mannheim (MWM) ausgerüstet, die auf zwei Festpropeller wirkten. Die Motoren leisteten zusammen 1440 PS und ermöglichten eine Höchstgeschwindigkeit von 14,5 Knoten. Die Motorabgase wurden über einen kleinen Schornstein am Heck abgeführt; der markante Schornstein hinter der Brücke ist eine Attrappe. Die Harlekin I (ehemals Orange Moon) erhielt im Februar 1993 zwei neuen Hauptmaschinen des Typs Cummins KTA-38-M mit jeweils 950 PS Leistung, wodurch ihre Höchstgeschwindigkeit auf 16 Knoten gesteigert werden konnte. Im Jahr 1994 wurde das Schiff mit 896 BRZ (292 NRZ) neu vermessen und die maximal zulässige Passagierzahl auf 636 Personen erhöht.
Beim Umbau zur Yacht rüstete man die Blue Dawn (ehemals Orange Moon) im Jahr 2004 mit fünf Doppelkabinen aus. Zur Nutzung als Veranstaltungsschiff erhielt sie im Frühjahr 2012 ein zusätzliches Deck, das auf einer Ständerkonstruktion über den Oberdeck errichtet wurde.

## Die Schiffe
| Sietas Typ 10 | Sietas Typ 10 | Sietas Typ 10 | Sietas Typ 10          | Sietas Typ 10                         | Sietas Typ 10 |
| Bauname       | Bau- nummer   | IMO- Nummer   | Stapellauf Ablieferung | Auftraggeber                          | Umbenennungen und Verbleib |
| ------------- | ------------- | ------------- | ---------------------- | ------------------------------------- | --- |
| Orange Sun    | 448           | 5264039       | 22.04.1959 03.06.1959  | Neuenfelder Schiffahrts GmbH, Hamburg | 1967 Portokalis Ilios → 1980 Cavo Azuro → 1984 Portokalis Ilios → 1997 Giorgis, im März 2012 in Kalamaria abgebrochen                   |
| Orange Moon   | 452           | 5364073       | 11.07.1959 19.08.1959  | Neuenfelder Schiffahrts GmbH, Hamburg | 1969 Tom Kyle → 1977 Harlekin → 1984 Sealord → 1985 Harlekin I → 2004 Blue Dawn, 2004/05 Umbau zur Yacht, seit 2017 in Beirut aufgelegt |